# Lourinia aculeata
Lourinia aculeata is een eenoogkreeftjessoort uit de familie van de Louriniidae. De wetenschappelijke naam van de soort is voor het eerst geldig gepubliceerd in 1903 door Thompson I.C. & Scott A..